# Attalo III
Attalo Filometore Evergete (in greco antico: Ἄτταλος Φιλομήτωρ Εὐεργέτης?, Attalos Philomḗtor Euergétēs; 170 a.C. – Pergamo, 133 a.C.), chiamato nella storiografia moderna Attalo III, è stato un sovrano pergameno, re di Pergamo dal 138 a.C. fino alla sua morte.

## Biografia
Figlio di Eumene II e Stratonice e nipote di Attalo II, nutriva scarso interesse per il governo di Pergamo; le sue attenzioni erano invece dedicate, tra le altre, allo studio della medicina, della botanica, del giardinaggio. Non ebbe figli o alcun tipo di eredi e nel suo testamento lasciò il suo regno alla repubblica di Roma. Tiberio Gracco richiese che il tesoro di Pergamo venisse aperto e reso disponibile alla cittadinanza di Roma, ma il senato rifiutò.
Non l'intera popolazione di Pergamo però era soddisfatta della cessione del regno a Roma: Aristonico, che dichiarava di essere fratello di Attalo e figlio di Eumene II, condusse una rivolta tra la classe povera, grazie anche all'aiuto di Blossio di Cuma. La rivolta fu soppressa nel 129 a.C. e il regno di Pergamo venne diviso tra Roma, Ponto e Cappadocia.

## Curiosità
Nel Roman de la Rose (vv. 6687-88) Attalo III è citato quale inventore del gioco degli scacchi ("qui des esches controuva l'us"). Questo merito gli viene attribuito anche da Geoffrey Chaucer, che si basa sul Roman de la Rose, nel Libro della Duchessa (vv. 662-64).